# نديم غرغور
نديم غرغور (1951 - 28 ديسمبر 2017) رجل أعمال أردني راحل.

## عن حياته
ولد عام 1951 وهو أردني الجنسية من أصول فلسطينية ويحمل الجنسية الأمريكية، وكان متزوجا من السيدة باتريسيا ماكورميك وهو حاصل على درجة الماجستير في الأعمال التجارية الدولية.

## وفاته
توفي غرغور وابنه وأصيب آخرون منهم صديقه الأمريكي يوم 28 ديسمبر 2017 إثر حادث تدهور شاحنة مع مركبة على طريق العدسية بالشونة الجنوبية في الأردن وذلك بحسب مصدر في الدفاع المدني وكشفت لجنة التحقيق المرورية بأن سبب الحادث هو عدم أخذ الاحتياطات اللازمة من قبل سائق الشاحنة.